# London Chamber Orchestra

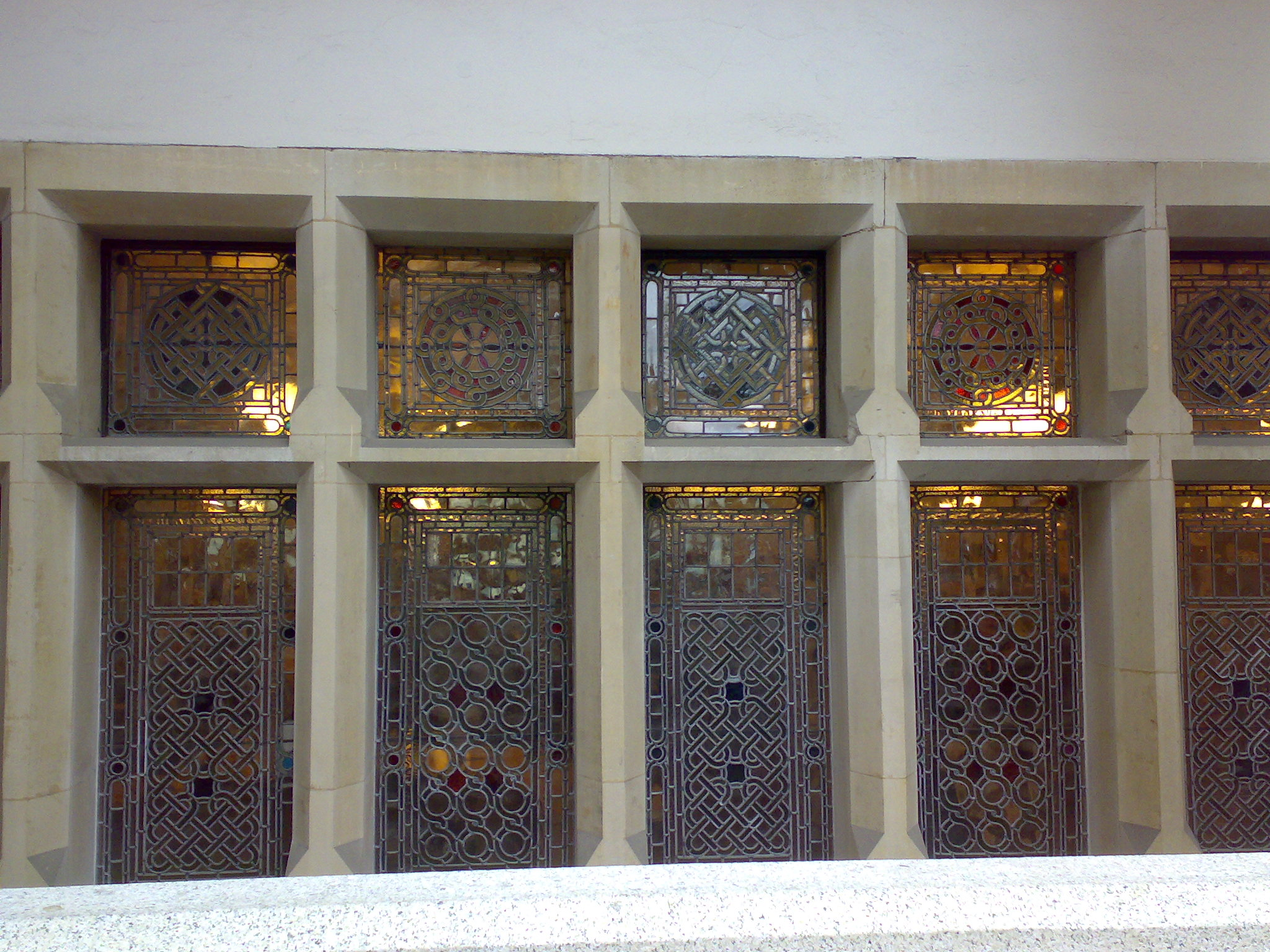
La Cadogan Hall è nota per le sue vetrate colorate

La London Chamber Orchestra (LCO) è la più antica orchestra da camera professionale del Regno Unito. Con sede a Londra, la LCO ha la sua sede presso la Cadogan Hall a Sloane Square e compie tournée regolari in Asia, Regno Unito, Europa e Stati Uniti.

## Storia
La London Chamber Orchestra è stata fondata nel 1921 dal direttore, organista, pianista e compositore inglese Anthony Bernard. Diresse la prima esibizione della LCO, nella sala del numero 4 di St. James's Square l'11 maggio 1921.

### Rapporto con la Casa Reale
Patrona della LCO è la Duchessa di Cornovaglia. La LCO si è esibita a Buckingham Palace su invito del Principe di Galles nell'aprile 2006, e si è esibita per la Regina a Kew Palace.

#### Matrimonio reale
Nell'aprile 2011 fu annunciato che la London Chamber Orchestra si sarebbe esibita al Matrimonio del principe William e Catherine Middleton all'Abbazia di Westminster il 29 aprile 2011. Lo speciale programma di musica fu diretto da Christopher Warren-Green, che ha anche diretto i matrimoni del principe Carlo e Camilla Parker-Bowles e del principe Harry e Meghan Markle. La musica suonata durante il matrimonio reale è stata registrata e pubblicata in digitale dalla Decca Records il 5 maggio 2011.

## Spettacoli
La LCO ha dato più di 100 anteprime nel Regno Unito, tra cui opere di Malcolm Arnold, Manuel de Falla, Gabriel Fauré, Leoš Janáček, Maurice Ravel, Ralph Vaughan Williams, Igor Stravinsky e, più recentemente, Graham Fitkin e James Francis Brown. Nel 2006 la LCO ha interpretato The Golden Rule di Sir Peter Maxwell Davies, scritta in occasione dell'80º compleanno della Regina Elisabetta.
La LCO non riceve sovvenzioni e non è supportata da nessun ente pubblico. L'orchestra infatti dipende dal suo pubblico e dal sostegno di sponsor e donatori aziendali. Tra questi figurano Omers PE, RWE Dea e Lazard.

## Music Junction
Fondato nel 2010, Music Junction, il programma educativo e di sensibilizzazione della LCO, riunisce bambini e giovani di diversa estrazione, coinvolgendoli in strumenti di apprendimento e musica creativa per aumentare la loro fiducia e autostima.

## Direzione
Il direttore principale della London Chamber Orchestra, Christopher Warren-Green, ha ricoperto la carica di direttore musicale dal 1988.
Il presidente dell'Orchestra è Vladimir Ashkenazy e Rosemary Warren-Green è direttore artistico di Education & Outreach.

## Discografia
- Mozart: Sinfonia n. 29 e concerti,
- Vivaldi: Le quattro stagioni,
- Serenate per archi: Tchaikovsky, Elgar, Dvořák, Vaughan Williams, Josef Suk
- Musica minimalista: Philip Glass, John Adams, Steve Reich, Dave Heath

La LCO è stata registrata da Virgin Records e BMG ed è stato trasmessa da BBC Radio 3 ed ITV.